# Rua da Assembleia
La Rua da Assembleia (rue de l'Assemblée) est une rue de la ville de Rio de Janeiro, au Brésil. 

## Situation et accès
Située dans le quartier Centro, elle relie la Praça XV à la Rua da Carioca, en traversant les rues do Carmo et Quitanda et l'Avenida Rio Branco.

## Origine du nom
Elle porte ce nom parce que la Chambre des députés y était située. 

## Historique
Jusqu'en 1711, elle s'appelait « rua de São-Francisco » avant de prendre successivement les noms de « rua Padre Bento Cardoso », puis de « rua da Cadeia », nom qu'elle garda pendant plusieurs décennies, en raison de la Cadeia Velha (pt) (Ancienne prison), qui y était située. Elle est devenue « Rua da Assembleia », en 1823, parce que la Chambre des députés était située au même endroit. 